# Urile
Urile – rodzaj ptaków z rodziny kormoranów (Phalacrocoracidae).

## Zasięg występowania
Rodzaj obejmuje gatunki występujące w Ameryce Północnej i wschodniej Azji.

## Morfologia
Długość ciała 51–100 cm, rozpiętość skrzydeł około 101 cm; masa ciała 1475–2440 g.

## Systematyka

### Etymologia
- Urile: epitet gatunkowy Pelecanus urile J.F. Gmelin, 1789; według Stellera (1774) Urile to nazwa kormorana czerwonoczelnego na Kamczatce[5].
- Compsohalieus: gr. κομψος kompsos „strojny, elegancki”; ἁλιευς halieus „rybak”[6]. Gatunek typowy: Carbo penicillatus von Brandt, 1837.
- Pallasicarbo: zbitka wyrazowa nazwiska Pallas (Peter Simon Pallas (1741–1811), niemiecki przyrodnik, podróżnik) oraz nazwy rodzajowej Carbo Lacépède, 1799[7]. Gatunek typowy: Phalacrocorax perspicillatus Pallas, 1811.

### Podział systematyczny
Do rodzaju należą następujące gatunki:
- Urile pelagicus (Pallas, 1811) – kormoran krasnolicy
- Urile urile (J.F. Gmelin, 1789) – kormoran czerwonoczelny
- Urile perspicillatus (Pallas, 1811) – kormoran okularowy – takson wymarły w XIX wieku[9]
- Urile penicillatus (von Brandt, 1837) – kormoran modrogardły